# Dammtjärnen (Arjeplogs socken, Lappland)
Dammtjärnen är en sjö i Arjeplogs kommun i Lappland och ingår i Umeälvens huvudavrinningsområde.